# آلیسیا توبلان
آلیسیا توبلان (فرانسوی: Alicia Toublanc‎؛ زادهٔ ۳ مهٔ ۱۹۹۶) بازیکن هندبال زن اهل فرانسه است.